# Mariakerk (Zwickau)
De Mariakerk (Kirche St. Marien) is een protestantse kerk in Zwickau, Saksen. De kerk staat sinds de officiële verlening van de titel in 1935 regionaal ook bekend onder de naam Zwickauer Dom. De kerk bevindt zich in het centrum en is het belangrijkste religieuze monument van Zwickau. De Mariakerk ontstond oorspronkelijk rond 1180 als romaanse zaalkerk, maar werd tussen 1453 en 1563 verbouwd tot een drieschepige hallenkerk in laatgotische stijl. De beeldbepalende kerktoren met een hoogte van 87 meter heeft echter een barokke spits uit 1672, die de door blikseminslag verwoestte oude spits verving. 
In de kerk werkte de Duitse katholieke theoloog en verklaard tegenstander van de protestantse leer Hieronymus Dungersheim en in het jaar 1520 preekte hier Thomas Müntzer. Tegenover het hoofdportaal liggen de priesterwoningen, welke vermoedelijk de oudste bewaarde stadswoningen van Oost-Duitsland zijn.

## Torenspits

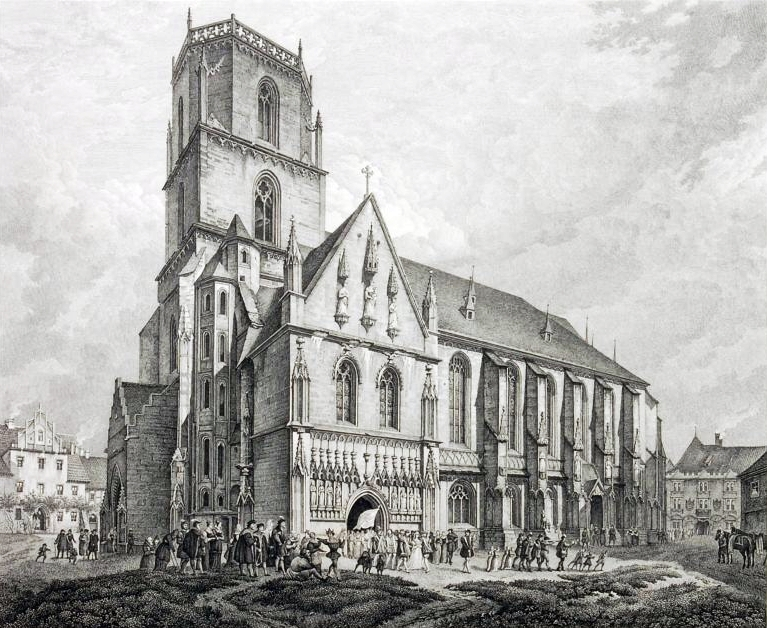
De Mariakerk na de blikseminslag volgens een gravure van Christian Gottlob Hammer, 1835

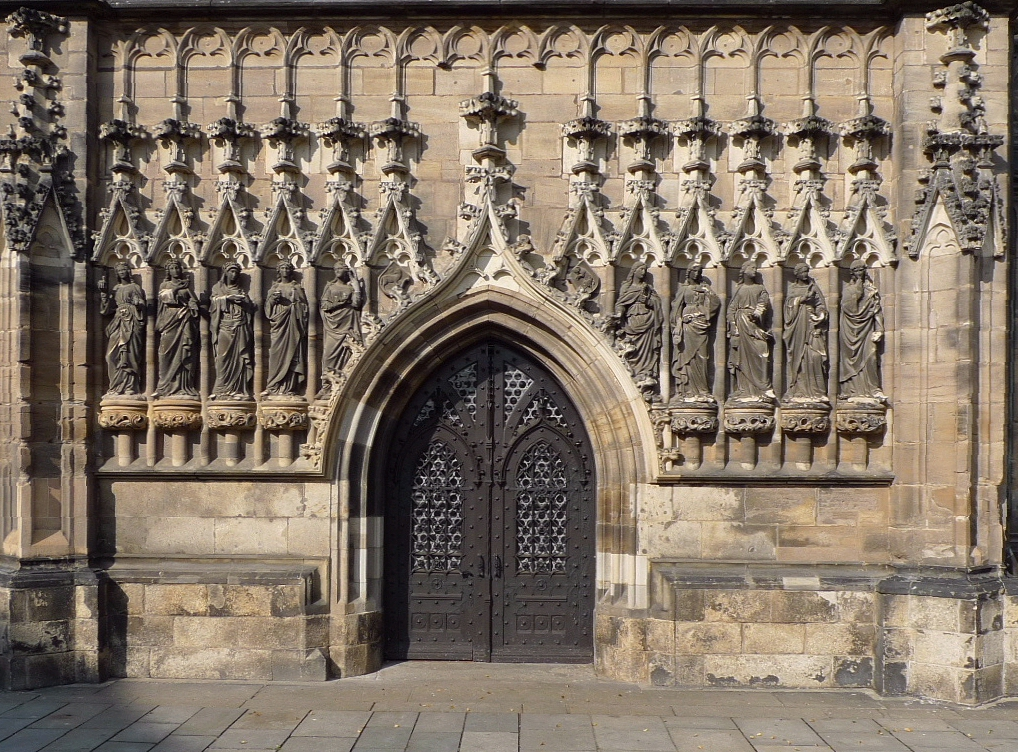
Bruidsportaal met de Wijze en Dwaze Maagden

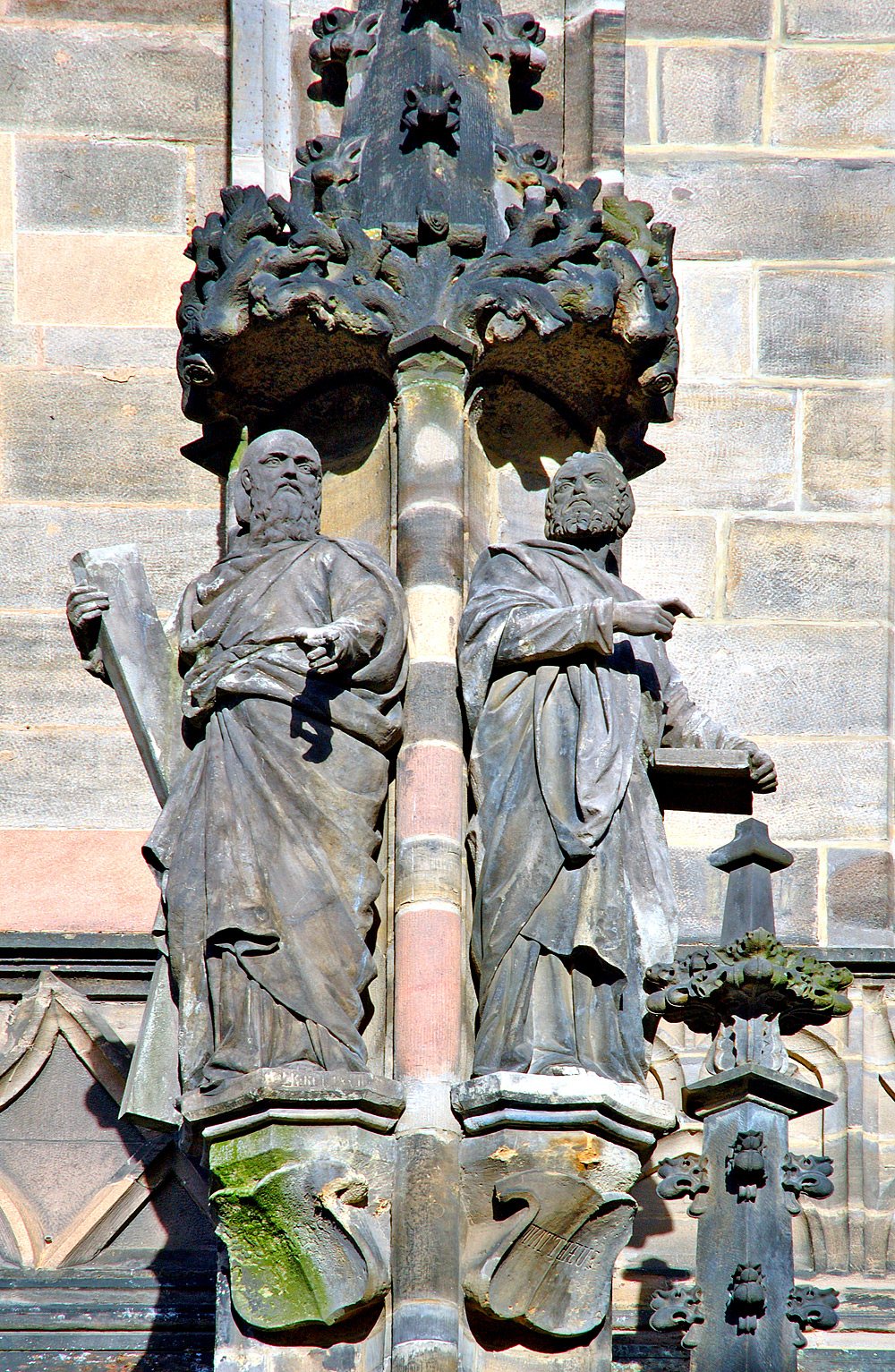
Beelden aan een steunbeer

De barokke spits werd door Joachim Marquardt, een timmermeester uit Plauen, gebouwd. Zijn broer Peter Marquardt schiep de barokke torenopbouw van de Sint-Catharinakerk in Hamburg. Eenzelfde barokke kerktoren van de hand van Marquardt bevindt zich in Riga op de toren van de Petruskerk.

## Restauratie
Van 1885 tot 1891 werd de Mariakerk onder leiding van de Leipziger Oskar Mothes in de geest van het historisme gerestaureerd. De oorspronkelijk gotische kerk werd weer gotischer gemaakt. Zo werd bijvoorbeeld de barokke dakruiter van het middenschip vervangen door een gotische. Een andere opvallende verandering was de plaatsing van talrijke beelden van profeten (koor), apostelen (zuidelijke kant) en reformators (noordelijke zijde) aan de steunberen die uit Franse kalksteen werden gehouwen.

## Invloeden van buitenaf
Op 19 maart 1945 werd vooral de zuidelijke kant van de Mariakerk bij een luchtaanval op de binnenstad getroffen toen een luchtmijn in de zuidelijk gelegen Domhof explodeerde. De wenteltrap aan het kerkschip werd verwoest en de buitenarchitectuur aanmerkelijk beschadigd, vooral de beelden aan het zuidelijke kerkschip, het dak en de glas-in-loodramen. Binnen veroorzaakte de explosie vooral schade aan de zuidelijke galerij en de zich daar eveneens bevindende epitafen. In 1945 werd de kerk al provisorisch hersteld, gevolgd door de reconstructie van de laatgotische architectuur en het trappenhuis in de jaren 1951-1956 en meerdere werkzaamheden in de jaren daarop.       
Ook tegenwoordig wordt het historische bouwwerk bedreigd: de luchtvervuiling van de 20e eeuw heeft het poreuze zandsteen van de kerk sterk aangetast. Daarnaast veroorzaakte de steenkoolwinning in Zwickau in de 19e en 20e eeuw het wegzakken van de Mariakerk in de richting van de Hauptmarkt. Dit effect werd bewerkstelligd door de ontwatering van de mijnen en tunnels van de steenkoolindustrie waardoor bepaalde steenlagen daalden. Dit geldt overigens niet alleen voor de kerk: het hele centrum van de stad daalde tot onder het waterniveau van het riviertje de Zwickauer Mulde. Door het laten overstromen van de voormalige schachten wordt dankzij voortdurende druk vanuit de aarde een tegenovergesteld effect tot stand gebracht, waardoor de kerk weer ophoog wordt geduwd. Zware trekankers tussen de pijlers in de kerk houden het bouwwerk bijeen. De toestand van de kerk wordt middels een laserschietlood nauwlettend bewaakt.

## Kunstschatten
Naast de kunsthistorisch interessante beelden aan de buitenmuren herbergt de Mariakerk ook binnen een aantal belangwekkende kunstschatten. Daaronder verdient met name de sinds 1502 hier opgestelde piëta van Peter Breuers vermelding. Het Heilig Graf is een kunstwerk van Michael Heuffner uit 1507. Het zesvleugelige altaar is een laatgotisch hoogaltaar van de Neurenbergse meester Michael Wolgemut. De schrijn ontstond in 1479 en toont beelden van martelaren en een Madonna en voorts een geschilderde geboorte- en passiecyclus. De kansel en het doopvont dateren uit ± 1538 en stammen van Paul Speck.
Noemenswaardig zij ook de netribgewelven uit 1536-1565, de barokke protestantse biechtstoelen uit 1632 en talrijke beelden en epitafen uit verschillende perioden. 

## Orgel
Het hoofdorgel op de galerij werd in 1966 door de orgelbouwfirma Hermann Eule uit Bautzen gebouwd. Het instrument bezit 77 registers verdeeld over vier manualen en pedaal en behoort tot de grootste orgels van Duitsland.